# HD 79763
HD 79763，又名BD+47 1658，SAO 42790、HR 3676，是一颗恒星，视星等为5.97，位于銀經172.82，銀緯44.02，其B1900.0坐标为赤經9h 10m 48.7s，赤緯+47° 44.02′ 3″。